# One Line
One Line (원라인?, WollainLR) è un film sudcoreano del 2017.

## Trama
Min-jae è uno studente universitario che ben presto entra in contatto con altri suoi coetanei; questi ultimi in realtà sono una banda di astuti truffatori, che mettono a segno varie rapine. Se inizialmente tutto sembra andare nel verso giusto, ben presto tra i vari membri della banda cominciano a palesarsi segreti e diffidenze.

## Distribuzione
La pellicola ha goduto di una distribuzione a livello nazionale a cura della Next Entertainment, a partire dal 29 marzo 2017.